# 비타민 B12 결핍증
비타민 B12 결핍증(영어: Vitamin B12 deficiency)은 비타민 B12의 낮은 혈중 농도로 인해 나타나는 의학적 질환이다. 우울증, 과민 반응, 정신병과 같은 감정적 변화와 생각하는 행동 능력의 감소를 비롯하여 다양한 소견과 증상이 발생할 수 있다. 또한 혀의 염증, 맛의 감소, 적혈구의 감소, 심장 기능의 저하 및 수태 감소와 같은 비정상적인 감각, 반사 작용의 변화 및 불량한 근육 기능이 발생할 수 있다. 어린이의 경우 증상은 성장이 불량하고 발육이 좋지 않으며 운동이 어려울 수 있다. 조기에 치료가 되지 않으면 영구적인 손상을 일으킬 수 있다.

## 원인
흔한 원인으로는 위장에서의 흡수가 약해지거나, 섭취량이 감소하거나, 요구량이 증가하기 때문이다. 흡수의 감소는 악성 빈혈, 위장의 수술적 제거, 췌장의 만성 염증, 장 기생충, 특정 약물 및 일부 유전적 장애로 인한 것일 수 있다. 완전 채식을 먹거나 영양 실조로 고통받는 사람들은 비타민 B12 섭취가 줄어들 수 있다. HIV/AIDS 및 급속 적혈구 파괴가 있는 사람들에서 비타민 B12 요구량이 증가할 수 있다. 진단은 일반적으로 성인의 경우 120-180 피코 몰 / L (170-250 pg / mL) 미만의 비타민 B12 혈중 농도를 기준으로 한다. 상승된 메틸말론산 (> 0.4 micromol / L> 값) 또한 결핍을 시사하는 소견일 수 있다. 거대 적혈구 빈혈증으로 알려진 적혈구의 유형은 종종 있지만 항상 존재하는 것은 아니다.
임신 중인 채식주의자의 비타민 B12 결핍을 예방하기 위해 따로 비타민 B12를 보충하는 것이 권장된다. 일단 확인되면 경구 투여나 주사로 쉽게 보충할 수 있다. 건강한 사람들에서의 과도한 비타민 B12는 안전하다고 생각된다. 어떤 경우는 근본 원인을 치료하여 도움을 받을 수도 있다. 다른 경우에는 지속적인 원인을 치료할 수 없는 보충제가 필요할 수 있다. 비타민 B12 결핍증은 흔하다. 60세 미만 인구의 약 6%, 60세 이상 노인층의 약 20%에서 발생하는 것으로 추정된다. 아프리카 및 아시아 일부 지역에서의 비율은 80%까지 높을 수 있다.
비타민 B12 결핍은 빈혈과 신경 장애로 이어질 수 있다. 가벼운 결핍증은 눈에 띄는 증상을 일으키지 않지만 결핍증이 더 심해질수록 허약함, 피로, 가벼운 심장 박동, 빠른 심장 박동, 급속 호흡 및 창백한 색과 같은 빈혈 증상이 나타날 수 있다. 또한 출혈하는 잇몸을 포함하여 쉽게 멍이 들거나 출혈이 발생할 수 있다. 위장 장애, 위장 장애, 체중 감소, 설사 또는 변비 등 부작용이 발생할 수도 있다. 결함이 시정되지 않으면 신경 세포가 손상 될 수 있다. 이런 일이 발생하면 비타민 B12 결핍으로 인해 손가락과 발가락이 따끔거리거나 마비되거나, 걷기가 어려우며, 기분 변화, 우울증, 기억 상실, 방향 감각 상실, 심한 경우 치매가 유발될 수 있다.

## 증상
비타민 B12 결핍의 주요 증상은 악성 빈혈로, 3가지 증상이 특징적으로 나타난다.
첫 번째, 골수 거대 적아구성 빈혈(promegaloblastosis)과 함께 빈혈이 일어난다. 이것은 DNA 합성(특히 퓨린과 티미딘)의 억제에 기인한다.
두 번째는 위장관 증상으로, 경증 설사나 변비와 같은 대장 운동성의 변화, 방광이나 장 조절의 상실이 일어난다. 이들은 세포의 회전율이 높은 부위의 복제를 저해하는 DNA 합성 결함으로 인한 것으로 생각된다. 이것은 또한 악성 빈혈에서 위 벽세포에 대한 자가 면역 공격으로 인한 것일 수도 있다. GAVE 증후군(위전정부 혈관확장증)과 악성 빈혈이 연관되어 있다.
세 번째는 신경학적인 증상으로, 감각이나 운동 결핍(반사가 없거나 진동, 가벼운 터치에 대한 촉감이 없어짐), 아급성 연합성 척수변성증, 경련, 발작, 치매의 증상 및 기타 정신적 증상이 나타날 수 있다. 소아의 결핍 증상은 발달 지연, 회귀, 과민성, 비자발적 운동 및 저혈압을 포함한다. 
말초 감각 운동 증상이나 아급성 연합성 척수변성증의 존재는 엽산 결핍 대신 비타민 B12 결핍의 존재를 강력하게 시사한다. 메틸말론산은 비타민 B12에 의해 적절히 처리되지 않으면 미엘린초에 남아서 약해진다. 치매와 우울증은 호모시스테인 약제품으로 전환할 수 없기 때문에 메티오닌의 과소 생산으로 인한 결핍증과 관련이 있다. 메티오닌은 여러 신경전달물질 생산에 필수적인 보조 인자이다.
각각의 증상은 단독으로 또는 다른 증상과 함께 발생할 수 있다. myelosis funicularis로 정의된 신경 복합체는 다음과 같은 증상으로 구성된다.
1. 깊은 감각, 압력 및 진동, 터치 감각 상실, 매우 짜증나고 지속적인 감각.
2. 뒤섬유기둥 관련 운동실조
3. 깊은 근육 - 힘줄 반사의 감소
4. 병리학적 반사 작용 - 발바닥 반사(Babinski sign), 롯솔리모 징후(Rossolimo's sign), 기타 심한 부전마비.
비타민 B12 결핍은 특히 뇌와 신경계에 중증의 돌이킬 수 없는 손상을 일으킬 수 있다. 이러한 신경 손상의 증상은 혈액학적 이상을 교정한 후에는 역전되지 않을 수 있으며, 신경학적 증상이 나타난 기간에 따라 완전히 회복될 가능성이 감소한다.

## 원인
- 부적절한 식이 섭취로 인한 비타민 B12. 비타민 B12는 동물성 제품 (계란, 육류, 우유)에서 발생하며, 최근의 연구에 따르면 Chlorella와 Susabi-nori (Porphyra yezoensis)와 같은 일부 조류에서도 발생할 수 있음이 밝혀졌다. 세균 배양 물로부터 분리 된 B12는 또한 많은 요새화 된 식품에 첨가되고 식이 보충제로 이용 가능하다. 채식주의자들도 보충하지 않으면 B12 결핍으로 인한 식이 섭취 부족으로 B12 결핍의 위험이 있다. 그러나 B12 결핍은 고기, 가금류 및 생선을 소비하는 사람들에게도 발생할 수 있다. 비타민 함유량이 적고 음식 섭취 칼로리당 비타민 필요량이 상대적으로 많기 때문에 B12 결핍증에 걸릴 위험이 더 높다.
- 내인성 요소 결핍으로 인해 비타민 B12의 선택적 흡수가 손상되었다. 이것은 위축성 위염에서 위 벽세포가 소실되거나 위장의 광범위한 수술 적 절제로 인해 발생할 수 있다.
- 좀 더 일반화된 흡수 장애 또는 오 염 소증 증후군의 환경에서 비타민 B12의 흡수 장애. 이것은 말단 회장(비타민 B12 흡수의 주요 부위)의 구조적 손상 또는 광범위한 수술적 절제를 포함한다.
- Achlorhydria (양성자 펌프 억제제 및 히스타민 2 수용체 길항제와 같은 약물에 의해 인위적으로 유도되는 것을 포함)의 형태는 식품 단백질과 타액 결합 단백질로부터 B12를 분리하기 위해 산이 필요하기 때문에 식품에서 B12 흡수 장애를 일으킬 수 있다. 이 과정은 노인에게서 낮은 B12의 가장 흔한 원인으로 여겨지는데, 보통은 내인성 요인이 공식적으로 낮지 않고 어느 정도의 achlorhydria가 있는 경우가 많다. 이 과정은 복합 비타민과 같은 보충제에서 소량의 B12 흡수에 영향을 미치지 않는다. 이는 식품에 포함된 B12와 마찬가지로 단백질에 결합되어 있지 않기 때문이다.
- 크론병과 같은 질병을 가진 환자에서의 소장 절제로 인해 짧은 창자 증후군을 나타내며 비타민 B12를 흡수할 수 없도록 소장을 외과적으로 제거한다. 이것은 정기적으로 주사하는 비타민 B12로 치료할 수 있다.
- 염산 ranitidine의 장기간 사용은 비타민 B12의 결핍에 기여할 수 있다.
- 치료받지 않은 내강의 질병은 또한 소장 점막의 손상으로 인해 이 비타민의 흡수 장애를 일으킬 수 있다. 어떤 사람들에게는 비타민 B12 결핍이 글루텐이 없는 식이 요법으로 처치되더라도 지속될 수 있으며 보충이 필요하다.

## 진단
혈청 B12 수준은 종종 B12 결핍 상태에서 낮지만, B12 결핍의 다른 특징이 정상 B12와 함께 존재한다면 추가 조사가 필요하다. B12 결핍의 정상적인 B12 수치에 대한 한 가지 가능한 설명은 내인성 인자 항체의 높은 역가를 가진 사람에서의 항체 간섭이다. 일부 연구자들은 비타민 B12 수치의 현재 표준 표준이 너무 낮다고 제안했다. 일본의 한 연구에서는 정상 범위를 500-1,300 pg / mL 로 보고한다. 인간의 비타민 B12 수치 범위는 정상적인 것으로 간주된다: > 300 pg / mL; 중등도 결핍: 201-300 pg / mL; 중증도: <201 pg / mL.
혈청 비타민 B12 검사 결과는 pg / mL (피코 그램 / 밀리리터) 또는 pmol / L (피코 몰 / 리터)이다. B12의 분자량은 약 1000이고, mL와 L의 차이이므로이 단위의 실험실 기준 범위는 비슷하다. 따라서: 550 pg / mL = 400 pmol / L.
혈청 호모시스테인과 메틸 말 론산 수치는 혈액 내 B12 농도보다 B12 결핍의 더 신뢰할만한 지표로 고려된다. 이 물질의 수치는 B12 결핍이 높으며 진단이 명확하지 않은 경우 도움이 될 수 있다.
메틸 말 론산 수준의 상승은 결핍의 조기 징후 일 수 있으므로, 소변에서 메틸 말 론산 수준의 일상적인 모니터링은 충분한식이 요법 B12를 얻지 못할 수도있는 사람들에게 선택 사항시다. 하지만, 메틸말론산의 높은 수치는 종종 간과되는 대사 장애 인 복합 말론산 메틸말로닌산산성뇨증 (CMAMMA)를 나타낼 수도 있다.
신경계 손상이 의심되는 경우, 뇌척수액에서의 B12 분석은 가능하지만, 이러한 침습성 검사는 혈액 검사가 결정적이지 않은 경우에만 고려되어야 한다.
실링 테스트는 대 식세포와 내인성 인자 항체에 대한 테스트로 대체되었다.

## 치료
B12는 알약 또는 주사로 보충 될 수 있으며 흡수 문제로 인해 심하지 않은 상태의 사람들에게 똑같이 효과적으로 보아다.
다량의 복용량이 입으로 주어지면 흡수는 내인성 인자 또는 손상되지 않은 회장의 존재에 의존하지 않는다. 일반적으로 1일 1 ~ 2mg을 다량 복용해야 한다. 악성 빈혈조차도 전적으로 경구로 치료할 수 있다. 이 보충제는 비타민의 많은 양을 섭취하여 자유 결정 B12의 높은 경구 투여 량의 1 ~ 5 %가 수동적 확산에 의해 전체 내장을 통해 흡수된다.
수년 동안 매우 많은 B12가 남성 흡연자의 폐암 위험 증가와 관련되어 있다.

## 같이 보기
- 비타민 B12